# رزین دول
رزین دول، روستایی از توابع بخش مرکزی ماسال شهرستان ماسال در استان گیلان ایران است.

## جمعیت
این روستا در بخش مرکزی ماسال قرار دارد و براساس سرشماری مرکز آمار ایران در سال ۱۳۸۵، جمعیت آن ۹۵ نفر (۲۸خانوار) بوده‌است.